# 本庄道貫
本庄 道貫（ほんじょう みちつら）は、江戸時代後期の大名・伏見奉行・若年寄。美濃国高富藩9代藩主。

## 略歴
三河吉田藩主・松平信明の四男。高富藩第6代藩主の本庄道揚は大叔父にあたる。母は側室の塚口氏。幼名は陽之助。
先代・道昌の養子となり、文政2年（1819年）に養父の隠居により家督を相続する。農民には植林を命じ、家臣には厳しい倹約を命じた。そのほか、目安箱の設置、年貢の増徴、藩札の発行などの藩政改革を実施したが、領民の抵抗に遭った。幕政においては伏見奉行や奏者番、若年寄を歴任した。1858年（安政5年）、死去。跡を長男の道美が継いだ。

## 年表
- 寛政9年（1797年）11月5日、江戸に生まれる。
- 文化3年（1806年）11月9日、本庄道昌の養子となる。
- 文化10年（1813年）12月16日、従五位下・近江守に叙任。
- 文政2年（1819年）3月22日、養父道昌が隠居、家督を相続。
- 文政6年（1823年）4月14日、伊勢守と改める。
- 文政10年（1827年）10月12日、伏見奉行に任ぜられる。
- 天保4年（1833年）6月8日、奏者番となる。
- 天保12年（1841年）9月14日、若年寄となる。
- 天保14年（1843年）閏9月11日、安芸守と改める。
- 安政5年（1858年）8月23日、病気につき、御役御免の願いを提出。現職のまま26日に死去。

## 系譜
父母
- 松平信明（実父）
- 塚口氏 ー 側室（実母）
- 本庄道昌（養父）

正室、継室
- 蕃[1] - 本庄道昌の娘（正室）
- 堀直皓の娘（継室）

子女
- 本庄道美（長男）
- 本庄道寛（次男）
- 松平宗秀の養女 ー 三宅康直継室
- 牧野忠直正室
- 水野忠英室
- 内藤某室